# Johan Derck van Rechteren van Ahnem

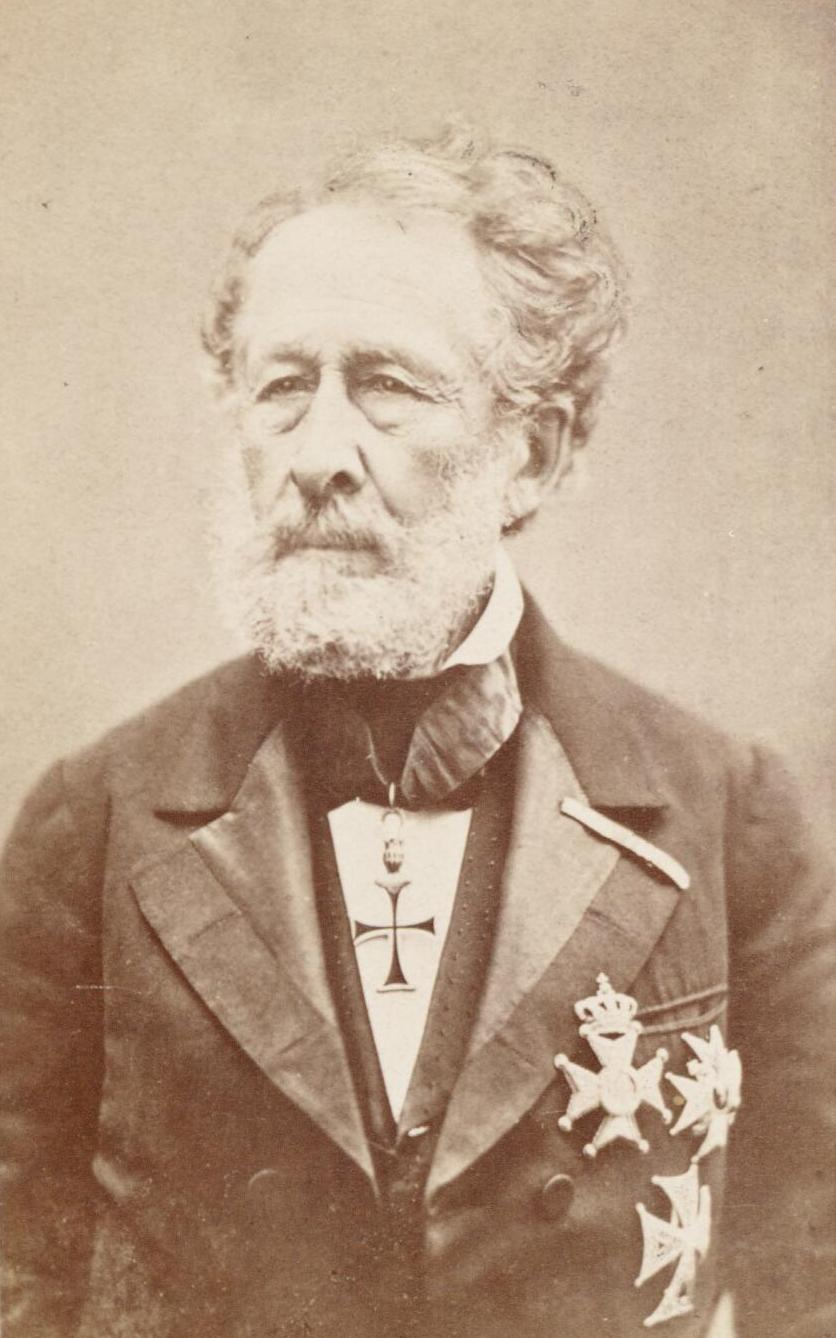
Johan Derck van Rechteren van Ahnem (1799-1886)

Johan Derck graaf van Rechteren van Ahnem (Appeltern, 22 juni 1799 – 's-Gravenhage, 4 december 1886) was een Nederlands politicus.
Van Rechteren van Ahnem was officier tot 1821. Tussen 1830 en 1840 was hij lid van de Provinciale Staten van Gelderland. Hierna was hij zeven jaar Gouverneur van de Koning, eerst van Drenthe en een jaar later van Overijssel. Na zijn gouverneurschap werd hij lid van de Raad van State.
Hij was de broer van J.H. graaf van Rechteren van Appeltern
- Biografisch Portaal: 53801339
- Gemeinsame Normdatei: 116373369
- International Standard Name Identifier: 0000 0003 9372 048X
- Nederlandse Thesaurus van Auteursnamen: 152151834
- Parlement.com: vg09llxz5xxm
- Virtual International Authority File: 288107979
- WorldCat: E39PBJcgxvyhgk79dVTJdWK8G3